# Festival di Sanremo 1961
L'undicesimo Festival di Sanremo si svolse al Salone delle feste del Casinò di Sanremo dal 26 gennaio al 6 febbraio 1961 e, per la prima volta, fu condotto da una coppia di donne, Lilli Lembo e Giuliana Calandra, benché quest'ultima fu sostituita nella serata finale (l'unica trasmessa in TV) da Alberto Lionello. Infatti le prime due serate vennero trasmesse in diretta alla Radio dalle ore 22 e in Tv registrate dopo il Telegiornale della notte; la serata finale venne trasmessa in contemporanea Radio e Tv alle ore 22.
Solo 25 anni più tardi si avrà un festival interamente affidato e condotto per la prima volta da una donna: Loretta Goggi nel 1986.
Fu, anche, la prima edizione a non essersi svolta in tre serate consecutive in un fine settimana, ma su quattro serate le ultime due delle quali furono due sabati a seguire: il primo fu la presentazione dei brani finalisti, il secondo la finale vera e propria dopo una settimana di cosiddetto "Votofestival" legato alle schedine dell'Enalotto.
Si aggiudicò la vittoria la canzone Al di là cantata in due versioni: la tradizionale melodica di Luciano Tajoli e quella più urlata di Betty Curtis. Tajoli, un autentico "veterano" della musica leggera italiana (era in attività già dalla seconda metà degli anni trenta), attendeva di cantare a Sanremo praticamente dalla prima edizione, ma per via della sua zoppia causata dalla poliomielite che lo aveva colpito da bambino, era stato giudicato fino ad allora "non edificante" da mostrare in video da parte dei funzionari della Rai.
Mina, data per favorita, non andò oltre il quarto posto. L'emozione le giocò un brutto scherzo: durante la seconda serata, sulla nota finale di un acuto mentre cantava Io amo tu ami, le si spezzò la voce; la cantante scoppiò a piangere e si allontanò dal palcoscenico senza neppure finire la canzone. Delusa e amareggiata, promise che non avrebbe mai più partecipato ad un festival, promessa che ha, fino a questo momento, mantenuto.
Johnny Dorelli, al quale erano stati assegnati due motivi, non partecipò al festival per un attacco di appendicite e al suo posto le canzoni vennero eseguite rispettivamente da Gino Latilla (Il mare nel cassetto) e Sergio Renda (Mare di dicembre).
La grande rivelazione del Festival fu Milva che si piazzò terza in coppia con Gino Latilla cantando Il mare nel cassetto. Una pressante campagna di stampa la contrappose subito a Mina. La Pantera di Goro contro la Tigre di Cremona: fu questo il motivo conduttore del dopo festival. 
Nonostante la canzone vincitrice possa considerarsi appartenente al filone "tradizionalista" e melodico vecchia maniera, la manifestazione fu teatro di alcuni episodi per l'epoca anticonvenzionali se non provocatori: oltre alla défaillance di Mina, Adriano Celentano diede le spalle al pubblico, provocazione inaudita per quei tempi; Gino Paoli fu il primo ad esibirsi al Festival senza indossare il tradizionale smoking e con la cravatta slacciata.
Umberto Bindi sfoggiò un vistoso anello al dito mignolo, che attirò l'attenzione della stampa e del pubblico sulla sua sospetta omosessualità e di fatto decretò l'ostracismo del cantante fino al 1996. Tra le altre singolarità, fu il primo festival a essere oggetto di un'interrogazione parlamentare, nella fattispecie riguardo alla sostanziale assenza della Rai, emittente di Stato, dai processi decisionali della manifestazione.
Altro evento singolare ma non infrequente all'epoca, Celentano, all'epoca ventitreenne, si presentò alla manifestazione con una licenza speciale concessa dal comandante della caserma di artiglieria di Torino dove stava svolgendo il servizio di leva; per fargli avere la licenza intervenne addirittura l'onorevole Giulio Andreotti, allora Ministro della Difesa. Tra gli aspetti di costume, non mancò neppure la critica del Vaticano tramite l'Osservatore Romano che titolò «Un festival che vorremmo dimenticare al più presto», in riferimento alle nuove tendenze canore emerse durante la rassegna.
Da segnalare infine, per la prima volta, una massiccia presenza dei cantautori: oltre ai suddetti Celentano, Bindi e Paoli, anche Giorgio Gaber, Bruno Martino, Pino Donaggio, Joe Sentieri, Edoardo Vianello e Gianni Meccia, ma, a parte il primo, senza molto successo.

## Partecipanti

Mina al festival mentre canta Le Mille bolle blu

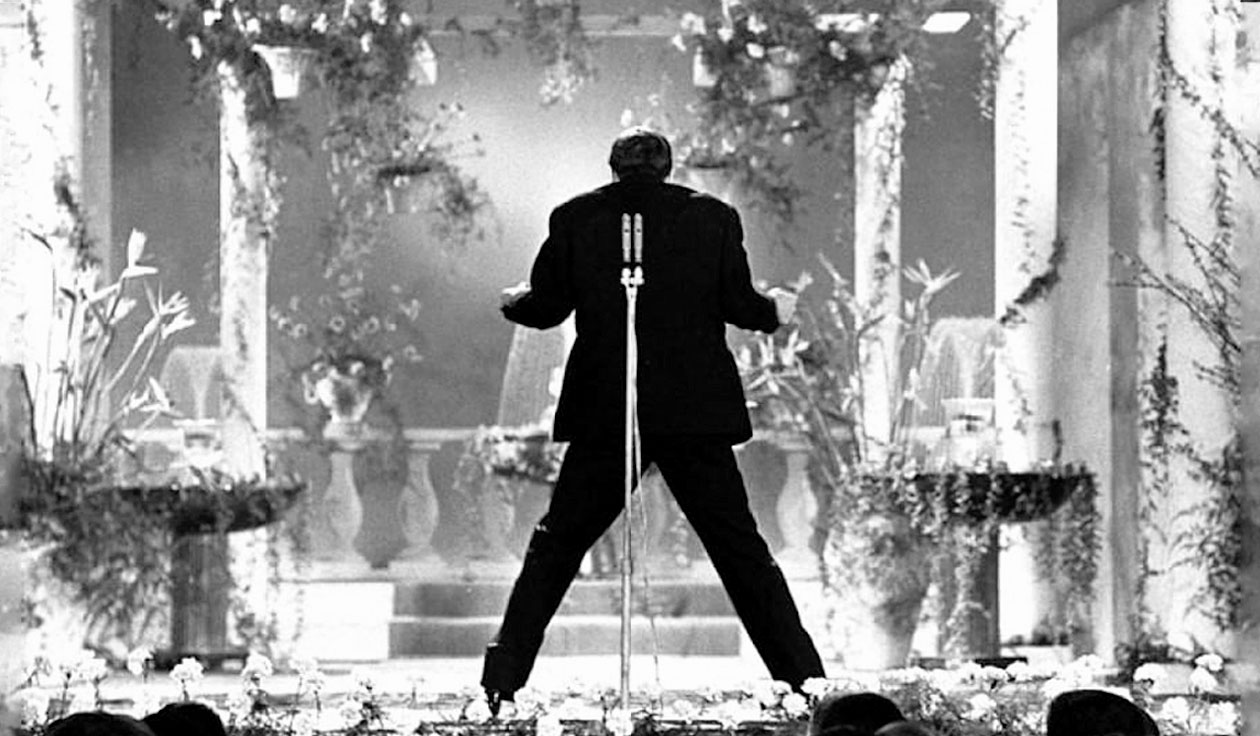
Adriano Celentano al Festival mentre canta 24mila baci

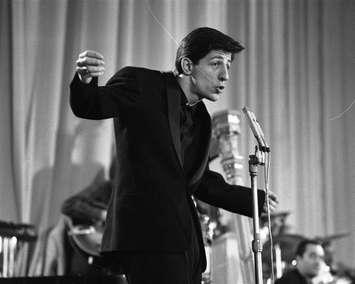
Giorgio Gaber al Festival

| Interprete         | Ultime partecipazioni al Festival |
| ------------------ | --------------------------------- |
| Achille Togliani   | 1960                              |
| Adriano Celentano  | Esordiente                        |
| Arturo Testa       | 1960                              |
| Aura D'Angelo      | Esordiente                        |
| Aurelio Fierro     | 1959                              |
| Betty Curtis       | 1960                              |
| Bruno Martino      | Esordiente                        |
| Carla Boni         | 1958                              |
| Claudio Villa      | 1959                              |
| Cocky Mazzetti     | Esordiente                        |
| Edoardo Vianello   | Esordiente                        |
| Fausto Cigliano    | 1960                              |
| Gianni Meccia      | Esordiente                        |
| Gino Latilla       | 1960                              |
| Gino Paoli         | Esordiente                        |
| Giorgio Gaber      | Esordiente                        |
| Jenny Luna         | Esordiente                        |
| Jimmy Fontana      | Esordiente                        |
| Joe Sentieri       | 1960                              |
| Jolanda Rossin     | Esordiente                        |
| Jula de Palma      | 1960                              |
| Little Tony        | Esordiente                        |
| Luciano Rondinella | Esordiente                        |
| Luciano Tajoli     | Esordiente                        |
| Maria Monti        | Esordiente                        |
| Milva              | Esordiente                        |
| Mina               | 1960                              |
| Miranda Martino    | 1960                              |
| Nadia Liani        | Esordiente                        |
| Nelly Fioramonti   | Esordiente                        |
| Niki Davis         | Esordiente                        |
| Pino Donaggio      | Esordiente                        |
| Rocco Granata      | Esordiente                        |
| Sergio Bruni       | 1960                              |
| Sergio Renda       | Esordiente                        |
| Silvia Guidi       | Esordiente                        |
| Teddy Reno         | 1960                              |
| Tonina Torrielli   | 1960                              |
| Tony Dallara       | 1960                              |
| Tony Renis         | Esordiente                        |
| Umberto Bindi      | Esordiente                        |
| Wilma De Angelis   | 1960                              |

## Classifica finale
| Posizione | Interprete                            | Canzone                  | Autori                                         | Voti    |
| --------- | ------------------------------------- | ------------------------ | ---------------------------------------------- | ------- |
| 1º        | Betty Curtis - Luciano Tajoli         | Al di là                 | Mogol - Donida                                 | 708.104 |
| 2º        | Adriano Celentano - Little Tony       | 24mila baci              | P. Vivarelli, L. Fulci e A. Celentano          | 679.175 |
| 3º        | Milva - Gino Latilla                  | Il mare nel cassetto     | Rolla - La Valle - Lattuada                    | 648.776 |
| 4º        | Mina - Nelly Fioramonti               | Io amo tu ami            | E. Bonagura - G. Redi                          | 178.593 |
| 5º        | Mina - Jenny Luna                     | Le mille bolle blu       | V. Pallavicini e C. A. Rossi                   | 175.863 |
| 6º        | Pino Donaggio - Teddy Reno            | Come sinfonia            | P. Donaggio                                    | 127.679 |
| 7º        | Arturo Testa - Tonina Torrielli       | Febbre di musica         | Biri e V. Mascheroni                           | 100.217 |
| 8º        | Teddy Reno - Sergio Bruni             | Mandolino mandolino      | A. Vian e A. Pugliese                          | 75.218  |
| 9º        | Sergio Bruni - Rocco Granata          | Carolina dai             | D. Pace e M. Panzeri                           | 68.907  |
| 10º       | Gino Paoli - Tony Dallara             | Un uomo vivo             | G. Paoli                                       | 65.499  |
| 11º       | Umberto Bindi - Miranda Martino       | Non mi dire chi sei      | G. Calabrese - U. Bindi                        | 37.487  |
| 12º       | Joe Sentieri - Fausto Cigliano        | Lei                      | R. Pazzaglia - J. Sentieri                     | 15.230  |
| NF        | Bruno Martino - Jula de Palma         | A.A.A. adorabile cercasi | B. Martino, B. Brighetti e V. Pallavicini      |         |
| NF        | Giorgio Gaber - Maria Monti           | Benzina e cerini         | G. Gaber, E. Jannacci                          |         |
| NF        | Luciano Rondinella - Edoardo Vianello | Che freddo!              | C. Rossi e E. Vianello                         |         |
| NF        | Miranda Martino - Jimmy Fontana       | Lady Luna                | D. Verde e A. Trovajoli                        |         |
| NF        | Joe Sentieri - Betty Curtis           | Libellule                | A. Testa e G. Viezzoli                         |         |
| NF        | Claudio Villa - Sergio Renda          | Mare di dicembre         | L. Beretta e G. Libano                         |         |
| NF        | Aura D'Angelo - Silvia Guidi          | Notturno senza luna      | G. D'Anzi                                      |         |
| NF        | Gianni Meccia - Wilma De Angelis      | Patatina                 | G. Meccia e F. Migliacci                       |         |
| NF        | Tony Renis - Niki Davis               | Pozzanghere              | Orfellius, L. Pellini, T. Renis e M. Treppiedi |         |
| NF        | Cocky Mazzetti - Achille Togliani     | Qualcuno mi ama          | P. Soffici e M. Darena                         |         |
| NF        | Carla Boni - Aurelio Fierro           | Tu con me                | A. Amurri e E. Ballotta                        |         |
| NF        | Nadia Liani - Jolanda Rossin          | Una goccia di cielo      | G. Negri                                       |         |

## Notizie e dettagli
Le canzoni furono portate da 20 a 24 e venne introdotto il meccanismo del votofestival popolare attraverso l'Enalotto, tramite il quale arrivarono ben tre milioni di voti.
La canzone vincitrice, Al di là riscosse un ottimo successo internazionale grazie all'interpretazione di Luciano Tajoli, ma gli altri trionfatori furono Adriano Celentano e Little Tony con 24mila baci e Pino Donaggio e Teddy Reno con Come sinfonia.
La regia televisiva era curata da Vittorio Brignole.

## Regolamento
Vengono presentate dodici canzoni per sera, per i primi due giorni. Al termine di ogni serata i giurati votano e decidono quali sono le sei canzoni che hanno accesso alla finale e quali vengono eliminate. Durante la terza sera ha luogo la finale, che ha un meccanismo di voto diverso dalle serate precedenti, per cui il vincitore viene proclamato nove giorni dopo.
Per le prime due serate i giurati erano 524 così suddivisi (per ogni serata 524 giurati diversi): 224 presi fra il pubblico presente in sala e 300 telespettatori, dislocati in 20 città italiane. Per la finale del 6 febbraio venne usato un meccanismo detto "Voto-Festival": il vincitore veniva deciso da una sorta di referendum popolare effettuato attraverso l'Enalotto. Inoltre, le canzoni venivano cantate nella stessa sera da due interpreti diversi.

## Prima serata
- Giovedì 26 gennaio 1961, ore 21
- Elenco delle 12 canzoni in gara in ordine di uscita (in verde le canzoni che passano il turno):

| Ordine di uscita | Interprete                            | Canzone             |
| ---------------- | ------------------------------------- | ------------------- |
| 1                | Tony Renis - Niki Davis               | Pozzanghere         |
| 2                | Mina - Nelly Fioramonti               | Io amo tu ami       |
| 3                | Nadia Liani - Jolanda Rossin          | Una goccia di cielo |
| 4                | Sergio Bruni - Rocco Granata          | Carolina dai        |
| 5                | Gianni Meccia - Wilma De Angelis      | Patatina            |
| 6                | Pino Donaggio - Teddy Reno            | Come sinfonia       |
| 7                | Claudio Villa - Sergio Renda          | Mare di dicembre    |
| 8                | Umberto Bindi - Miranda Martino       | Non mi dire chi sei |
| 9                | Betty Curtis - Luciano Tajoli         | Al di là            |
| 10               | Cocky Mazzetti - Achille Togliani     | Qualcuno mi ama     |
| 11               | Joe Sentieri - Fausto Cigliano        | Lei                 |
| 12               | Luciano Rondinella - Edoardo Vianello | Che freddo!         |

## Seconda serata
- Venerdì 27 gennaio 1961, ore 21
- Elenco delle 12 canzoni in gara in ordine di uscita (in verde le canzoni che passano il turno):

| Ordine di uscita | Interprete                      | Canzone                  |
| ---------------- | ------------------------------- | ------------------------ |
| 1                | Adriano Celentano - Little Tony | 24mila baci              |
| 2                | Bruno Martino - Jula de Palma   | A.A.A. adorabile cercasi |
| 3                | Arturo Testa - Tonina Torrielli | Febbre di musica         |
| 4                | Joe Sentieri - Betty Curtis     | Libellule                |
| 5                | Mina - Jenny Luna               | Le mille bolle blu       |
| 6                | Gino Paoli - Tony Dallara       | Un uomo vivo             |
| 7                | Milva - Gino Latilla            | Il mare nel cassetto     |
| 8                | Teddy Reno - Sergio Bruni       | Mandolino mandolino      |
| 9                | Miranda Martino - Jimmy Fontana | Lady Luna                |
| 10               | Giorgio Gaber - Maria Monti     | Benzina e cerini         |
| 11               | Aura D'Angelo - Silvia Guidi    | Notturno senza luna      |
| 12               | Carla Boni - Aurelio Fierro     | Tu con me                |

## Terza serata
- Sabato 28 gennaio 1961, ore 21
- Elenco delle 12 canzoni in gara in ordine di uscita (si tratta di una passerella senza gara, in attesa dei risultati del Voto-Festival):

| Ordine di uscita | Interprete                      | Canzone              |
| ---------------- | ------------------------------- | -------------------- |
| 1                | Gino Paoli - Tony Dallara       | Un uomo vivo         |
| 2                | Arturo Testa - Tonina Torrielli | Febbre di musica     |
| 3                | Sergio Bruni - Rocco Granata    | Carolina dai         |
| 4                | Adriano Celentano - Little Tony | 24mila baci          |
| 5                | Teddy Reno - Sergio Bruni       | Mandolino mandolino  |
| 6                | Betty Curtis - Luciano Tajoli   | Al di là             |
| 7                | Mina - Jenny Luna               | Le mille bolle blu   |
| 8                | Joe Sentieri - Fausto Cigliano  | Lei                  |
| 9                | Umberto Bindi - Miranda Martino | Non mi dire chi sei  |
| 10               | Pino Donaggio - Teddy Reno      | Come sinfonia        |
| 11               | Milva - Gino Latilla            | Il mare nel cassetto |
| 12               | Mina - Nelly Fioramonti         | Io amo tu ami        |

## Quarta serata - Finale
- Lunedì 6 febbraio 1961, ore 21

| Posizione | Interprete                      | Canzone              | Voti ricevuti |
| --------- | ------------------------------- | -------------------- | ------------- |
| 1º        | Betty Curtis - Luciano Tajoli   | Al di là             | 708.104       |
| 2º        | Adriano Celentano - Little Tony | 24mila baci          | 679.175       |
| 3º        | Milva - Gino Latilla            | Il mare nel cassetto | 648.776       |
| 4º        | Mina - Nelly Fioramonti         | Io amo tu ami        | 178.593       |
| 5º        | Mina - Jenny Luna               | Le mille bolle blu   | 175.863       |
| 6º        | Pino Donaggio - Teddy Reno      | Come sinfonia        | 127.679       |
| 7º        | Arturo Testa - Tonina Torrielli | Febbre di musica     | 100.217       |
| 8º        | Teddy Reno - Sergio Bruni       | Mandolino mandolino  | 75.218        |
| 9º        | Sergio Bruni - Rocco Granata    | Carolina dai         | 68.907        |
| 10º       | Gino Paoli - Tony Dallara       | Un uomo vivo         | 65.499        |
| 11º       | Umberto Bindi - Miranda Martino | Non mi dire chi sei  | 37.487        |
| 12º       | Joe Sentieri - Fausto Cigliano  | Lei                  | 15.230        |

## Piazzamenti in classifica dei singoli[10]
| Interprete        | Singolo              | Pos.Max. |
| ----------------- | -------------------- | -------- |
| Adriano Celentano | 24 mila baci         | 1        |
| Pino Donaggio     | Come sinfonia        | 1        |
| Milva             | Il mare nel cassetto | 3        |
| Luciano Tajoli    | Al di là             | 3        |
| Mina              | Le mille bolle blu   | 5        |
| Gino Paoli        | Un uomo vivo         | 6        |
| Sergio Bruni      | Carolina dai         | 8        |
| Umberto Bindi     | Non mi dire chi sei  | 9        |
| Betty Curtis      | Al di là             | 11       |
| Sergio Bruni      | Mandolino mandolino  | 12       |
| Mina              | Io amo tu ami        | 14       |
| Gianni Meccia     | Patatina             | 25       |
| Arturo Testa      | Febbre di musica     | 28       |
| Joe Sentieri      | Lei                  | 29       |
| Edoardo Vianello  | Che freddo!          | 34       |

## Orchestra
Orchestra diretta dai maestri
- Bruno Canfora (per Bruno Martino, Betty Curtis, Giorgio Gaber, Sergio Bruni, Luciano Rondinella, Teddy Reno, Arturo Testa, Sergio Renda, Mina, Miranda Martino, Joe Sentieri, Aura D'Angelo, Gianni Meccia, Tony Renis, Cocky Mazzetti, Carla Boni, Nadia Liani, Tony Dallara, Little Tony)
- Gianfranco Intra (per Jula de Palma, Luciano Tajoli, Maria Monti, Rocco Granata, Edoardo Vianello, Pino Donaggio, Tonina Torrielli, Milva, Nelly Fioramonti, Jimmy Fontana, Fausto Cigliano, Jenny Luna, Betty Curtis, Claudio Villa, Umberto Bindi, Silvia Guidi, Wilma De Angelis, Niki Davis, Achille Togliani, Aurelio Fierro, Jolanda Rossin, Gino Paoli, Adriano Celentano)

Ripetono i motivi i complessi di Enzo Ceragioli e Piero Soffici.

## Organizzazione
ATA

## Direzione artistica
Ezio Radaelli